# Supermarine Spiteful
Supermarine typ 371 Spiteful (ang. złośliwy) – brytyjski samolot myśliwski z okresu po II wojnie światowej. Ostatnia wersja rozwojowa samolotów z rodziny Spitfire.

## Historia
Pod koniec 1942 r. w zakładach Supermarine rozpoczęto prace nad zastosowaniem nowego skrzydła, o profilu laminarnym, w samolotach myśliwskich rodziny Spitfire. Po opracowaniu projektu wstępnego brytyjskie Ministerstwo Lotnictwa złożyło wymagania F.1/43 na samolot myśliwski właśnie z takim skrzydłem. Początkowo planowano połączenie nowego płata z istniejącą już wersją Spitfire Mk.XIV. Samolot ten oblatano 30 czerwca 1944, jednak 13 września prototyp rozbił się i w wypadku zginął pilot Frank Furlog.
Na przełomie 1944 i 1945 roku zakończono prace nad całkowicie nowym, budowanym od podstaw, prototypem Spitefula. Cała konstrukcja płatowca była nowa, poza nowym typem skrzydła największą zmianą w stosunku do poprzednika było zastosowanie podwozia głównego składanego do wewnątrz, nie na zewnątrz. Samolot ten został oblatany przez Jeffreya Quilla 18 stycznia 1945. 
Pierwszy seryjny egzemplarz Spitefula o nr RB515 oblatano 2 kwietnia 1945 roku. Pierwotnie planowano wyprodukowanie 800 szt. nowego myśliwca, lecz koniec II wojny światowej w Europie spowodował redukcję zamówienia do 22 egzemplarzy. Powstały trzy wersje rozwojowe Spitefula: 
- F Mk 14 napędzana silnikiem Rolls-Royce Griffon 85 z pięciołopatowym śmigłem (zbudowano 19 egzemplarzy),
- F Mk 15 powstała w 1 egzemplarzu, z silnikiem Griffon 89 napędzającym dwa trójłopatowe śmigła przeciwbieżne firmy Rotol, przebudowana później na prototyp samolotu Supermarine Seafang,
- F Mk 16 wyposażony w silnik Griffon 101. Samolot ten był jednym z najszybszych samolotów z napędem śmigłowym. Podczas prób w 1947 r. osiągnął prędkość 795 km/h.

Równolegle z rozwojem lądowego Spitefula prowadzono prace nad jego odmianą przeznaczoną do bazowania na lotniskowcach, Supermarine Seafang. Próby wyposażenia maszyny w silnik odrzutowy zaowocowały powstaniem w 1946 roku myśliwca pokładowego Supermarine Attacker.